# Protomacronema splendens
Protomacronema splendens är en nattsländeart som beskrevs av Georg Ulmer 1905. Protomacronema splendens ingår i släktet Protomacronema och familjen ryssjenattsländor. Inga underarter finns listade i Catalogue of Life.